# Bahnstrecke Jibou–Baia Mare
| |                      |                                      |                                      |
| Kursbuchstrecke (CFR): | 400                  |                                      |                                      |
| Streckenlänge: | 57 km                |                                      |                                      |
| Spurweite: | 1435 mm (Normalspur) |                                      |                                      |
| |                      |                                      |                                      |
| \| \| \| von Dej \| \| \| \| 122,84 \| Jibou \| Jibou \| \| \| \| nach Zalău \| \| \| \| 132,15 \| Someș Odorhei \| Someș Odorhei \| \| \| 135,57 \| Inău \| Inău \| \| \| 138,16 \| Aluniș Sălaj \| Aluniș Sălaj \| \| \| 140,87 \| Benesat \| Benesat \| \| \| 147,44 \| Țicău \| Țicău \| \| \| 149,63 \| Ulmeni Sălaj \| Ulmeni Sălaj \| \| \| \| nach Cehu Silvaniei \| \| \| \| \| Someș \| \| \| \| 155,48 \| Mireșu Mare \| Mireșu Mare \| \| \| 161,71 \| Fersig \| Fersig \| \| \| 166,08 \| Satulung pe Someș \| Satulung pe Someș \| \| \| \| Schmalspurbahn Ghilvaci–Șomcuta Mare \| \| \| \| 171,74 \| Lăpușel (ehem. Bf) \| Lăpușel (ehem. Bf) \| \| \| \| Lăpuș \| \| \| \| 175,46 \| Săsar \| Săsar \| \| \| \| von Satu Mare \| \| \| \| \| Neutrassierung 1968 \| \| \| \| 180,00 \| Baia Mare \| Baia Mare \| \| \| \| nach Baia Mare Nord \| \| \| \| \| \| \| \| \| \| nach Baia Sprie \| \| |                      |                                      |                                      |
| Strecke |                      | von Dej                              | von Dej                              |
| Bahnhof | 122,84               | Jibou                                | Jibou                                |
| Abzweig geradeaus, nach links und von links |                      | nach Zalău                           | nach Zalău                           |
| Bahnhof | 132,15               | Someș Odorhei                        | Someș Odorhei                        |
| Haltepunkt / Haltestelle | 135,57               | Inău                                 | Inău                                 |
| Haltepunkt / Haltestelle | 138,16               | Aluniș Sălaj                         | Aluniș Sălaj                         |
| Bahnhof | 140,87               | Benesat                              | Benesat                              |
| Haltepunkt / Haltestelle | 147,44               | Țicău                                | Țicău                                |
| Bahnhof | 149,63               | Ulmeni Sălaj                         | Ulmeni Sălaj                         |
| Abzweig geradeaus und ehemals nach links |                      | nach Cehu Silvaniei                  | nach Cehu Silvaniei                  |
| Brücke über Wasserlauf |                      | Someș                                | Someș                                |
| Bahnhof | 155,48               | Mireșu Mare                          | Mireșu Mare                          |
| Haltepunkt / Haltestelle | 161,71               | Fersig                               | Fersig                               |
| Bahnhof | 166,08               | Satulung pe Someș                    | Satulung pe Someș                    |
| Kreuzung geradeaus oben (Querstrecke außer Betrieb) |                      | Schmalspurbahn Ghilvaci–Șomcuta Mare | Schmalspurbahn Ghilvaci–Șomcuta Mare |
| ehemaliger Haltepunkt / Haltestelle | 171,74               | Lăpușel (ehem. Bf)                   | Lăpușel (ehem. Bf)                   |
| Brücke über Wasserlauf |                      | Lăpuș                                | Lăpuș                                |
| ehemaliger Haltepunkt / Haltestelle | 175,46               | Săsar                                | Săsar                                |
| Abzweig geradeaus, nach links und von links |                      | von Satu Mare                        | von Satu Mare                        |
| Verschwenkung von links · Verschwenkung von rechts (Strecke außer Betrieb) |                      | Neutrassierung 1968                  | Neutrassierung 1968                  |
| Kopfbahnhof Strecke ab hier außer Betrieb · Bahnhof (Strecke außer Betrieb) | 180,00               | Baia Mare                            | Baia Mare                            |
| Abzweig geradeaus und nach links (Strecke außer Betrieb) · Abzweig geradeaus und nach links (Strecke außer Betrieb) |                      | nach Baia Mare Nord                  | nach Baia Mare Nord                  |
| Verschwenkung nach links (Strecke außer Betrieb) · Verschwenkung nach rechts (Strecke außer Betrieb) |                      |                                      |                                      |
| Strecke (außer Betrieb) |                      | nach Baia Sprie                      | nach Baia Sprie                      |

Die Bahnstrecke Jibou–Baia Mare ist eine Hauptbahn in Rumänien, die im Nordwesten des Landes entlang des Flusses Someș verläuft.

## Geschichte
Die Bahnstrecke entstand am Ende des 19. Jahrhunderts auf dem Territorium Ungarns innerhalb der habsburgischen Doppelmonarchie als Verbindung zwischen der 1884 eröffneten Strecke Satu Mare–Baia Mare (ungarisch Szatmárnémeti–Nagybánya) und der 1890 in Betrieb gegangenen Strecke Dej–Jibou–Zalău (Dés–Zsibo–Zilah) der Szamostalbahn. Die Lokalbahn Zsibo–Nagybánya beauftragte die Szamostalbahn mit dem Bau und Betrieb der neuen Strecke, die am 2. Oktober 1899 zusammen mit der 20 km langen Stichstrecke nach Cehu Silvaniei (Szilágycseh), die in Ulmeni (Sülelmed) abzweigte, in Betrieb genommen wurde.
Nach dem Ersten Weltkrieg gelangte die Region an Rumänien; die Strecke wurde von der rumänischen Staatseisenbahn Căile Ferate Române übernommen. Infolge des Zweiten Wiener Schiedsspruches kam die Trasse von 1940 bis 1944 vorübergehend nochmals zu Ungarn. 1968 wurde der Streckenverlauf in der Stadt Baia Mare verändert und ein neuer Bahnhof in Betrieb genommen.

## Verlauf
Die Strecke verläuft von Baia Mare bis Ulmeni Sălaj in südwestlicher Richtung. Anschließend führt sie unweit des Someș-Ufers bis Jibou nach Süden.

## Betrieb
Die Strecke ist eingleisig und nicht elektrifiziert. Sie ist Teil der wichtigen Fernverbindung von Brașov nach Satu Mare. Es verkehren mehrere Schnellzüge täglich. Auch für den Güterverkehr ist die Verbindung von Bedeutung.

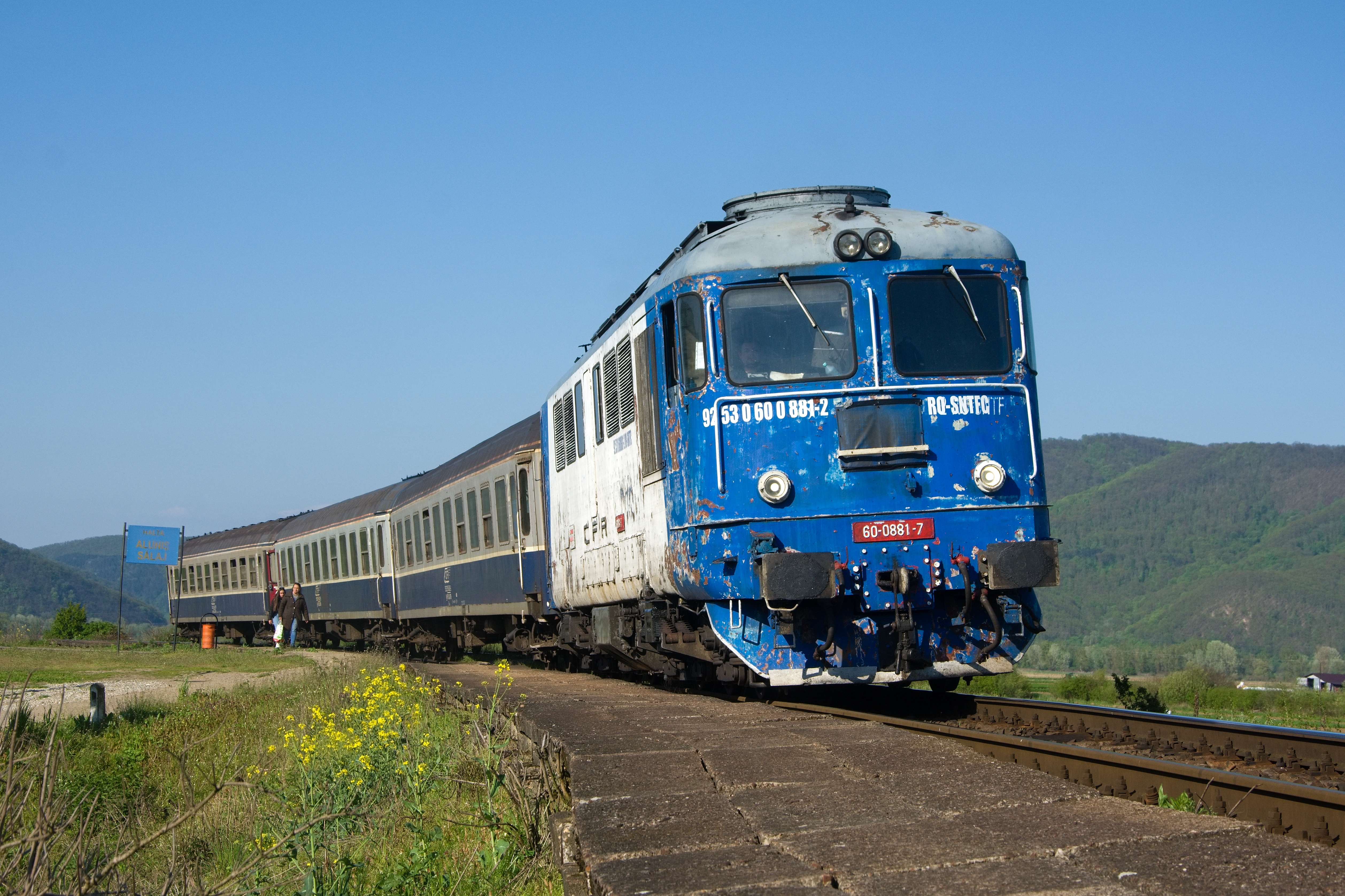
Reisezug der CFR am Haltepunkt Aluniș Sălaj (2023)
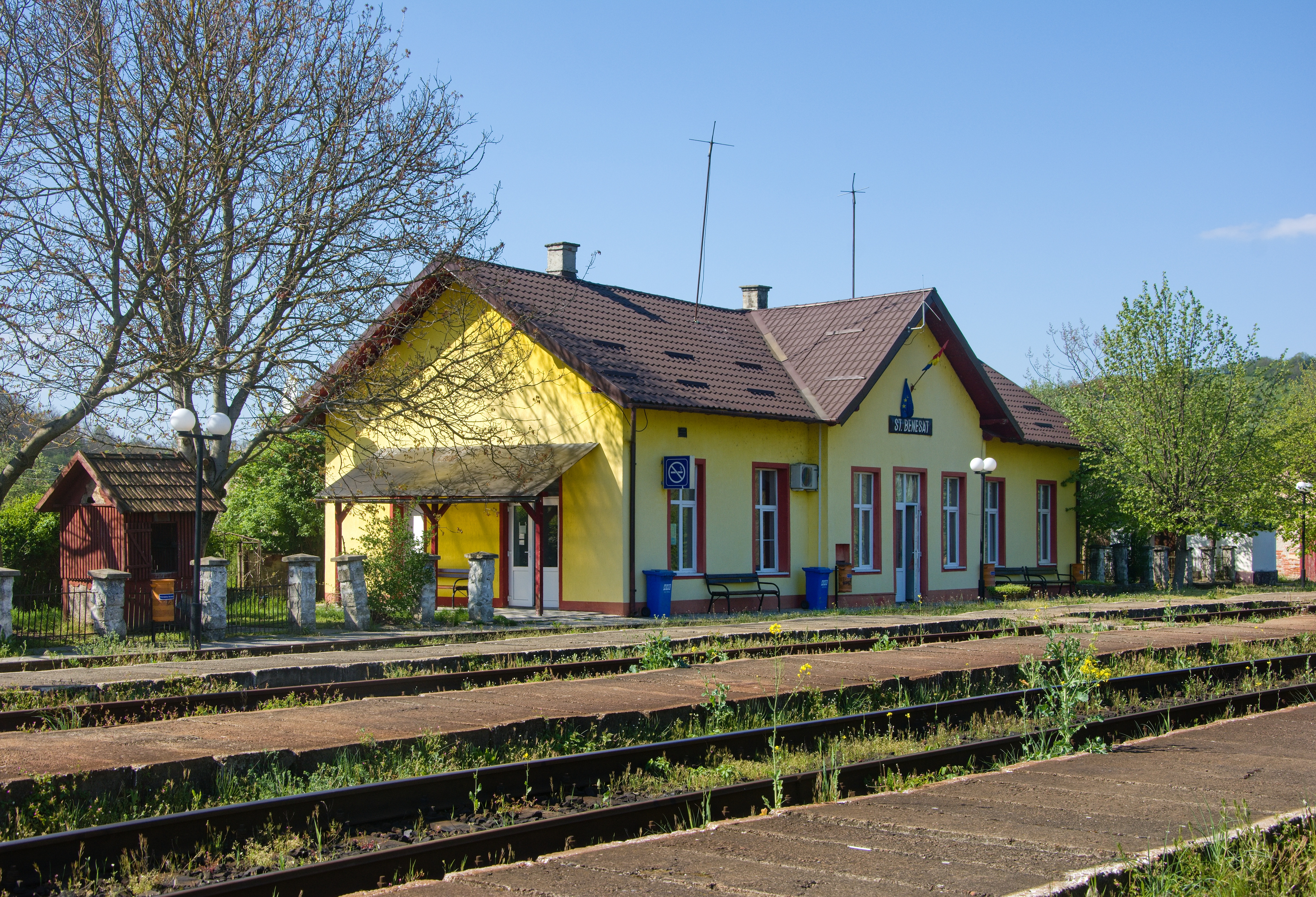
Bahnhof Benesat (2023)
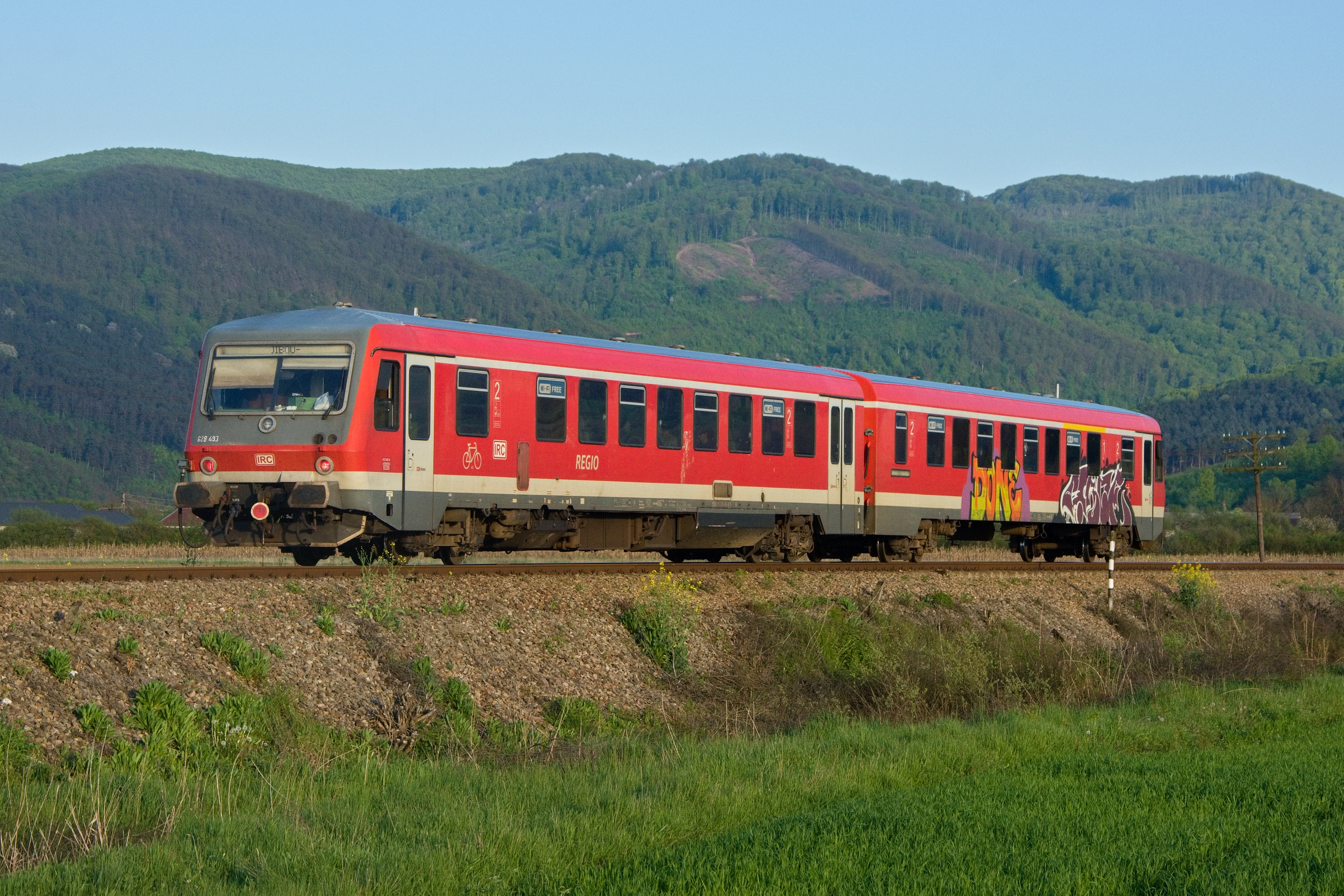
Triebzug der DB-Baureihe 628 von InterRegional Călători bei Ulmeni (2023)
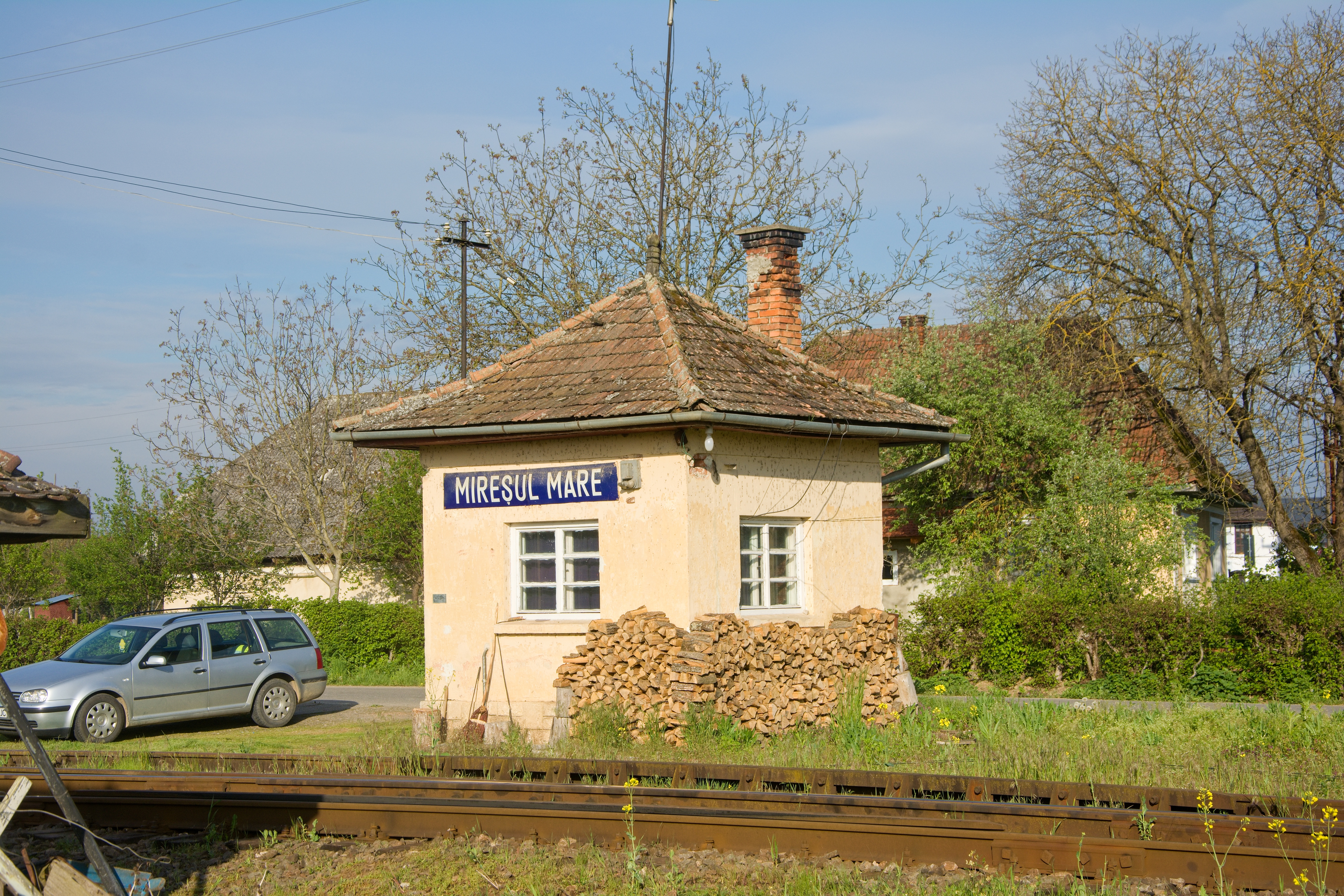
Stellwerk in Mireșu Mare (2023)
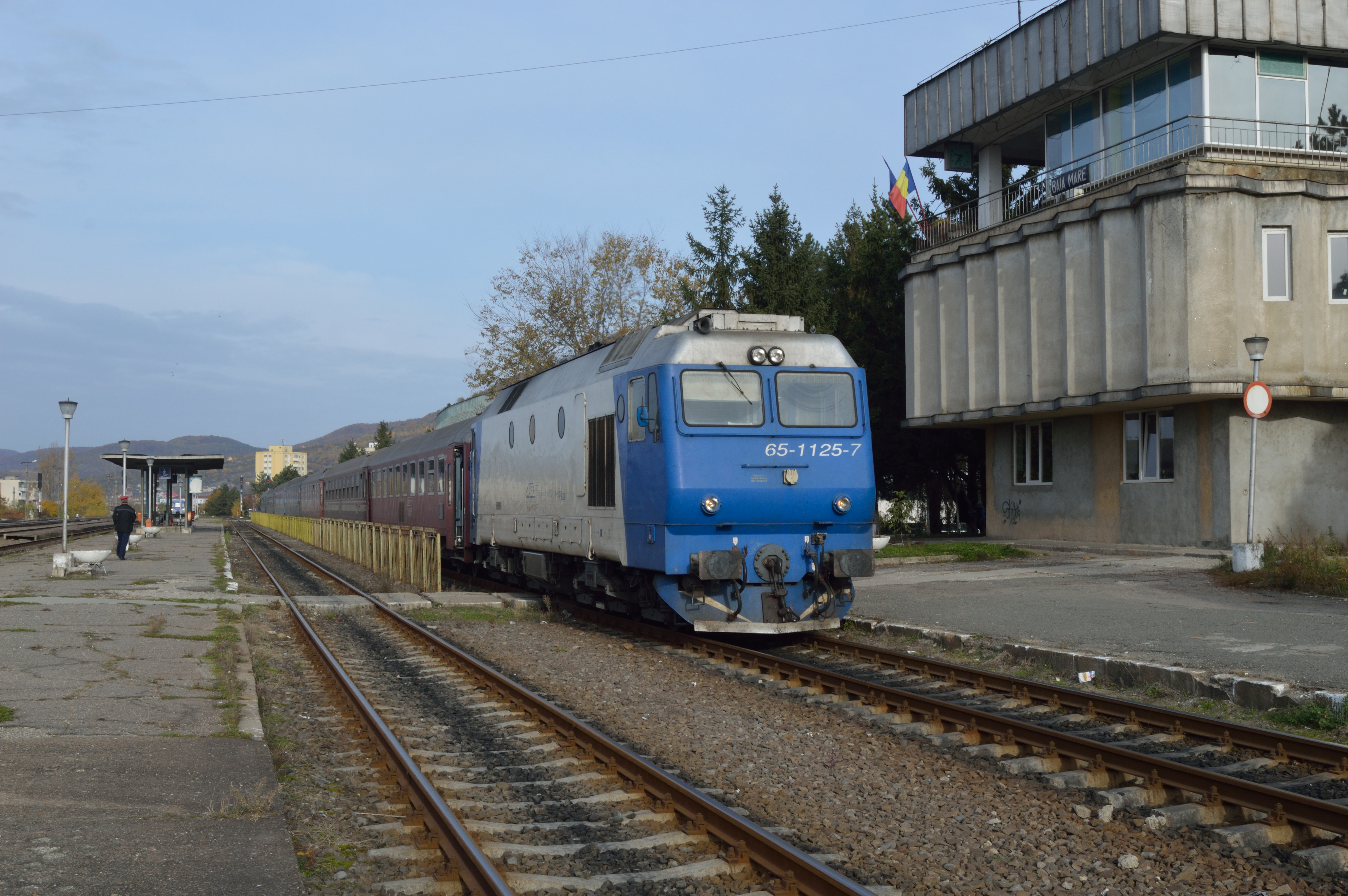
Fernzug in Baia Mare (2014)